# Università Nazionale di Rosario
L'Università Nazionale di Rosario (in spagnolo: Universidad Nacional de Rosario), acronimo UNR, è un'università pubblica argentina situata a Rosario, la città più popolosa della provincia di Santa Fe. 

## Storia
L'ateneo fu fondato il 29 novembre 1968 durante la dittatura di Juan Carlos Onganía, rendendo autonomi le facoltà rosarine dell'Università Nazionale del Litorale.

## Organizzazione
L'università è suddivisa nelle seguenti istituzioni:

### Facoltà
- Architettura, Pianificazione e Disegno
- Agraria - Zavalla
- Biochimica e Farmaceutica
- Economia e Statistica
- Scienze Esatte, Ingegneria ed Agrimensura
- Medicina
- Scienze Politiche e Relazioni Internazionali
- Veterinaria - Casilda
- Giurisprudenza
- Lettere e Filosofia ed Arte
- Odontoiatria
- Psicologia

### Istituti
- Istituto Tecnico Superiore

### Scuole
- Scuola Agrotecnica - Casilda
- Scuola Superiore di Commercio

### Altre Istituzioni
- Centro Studi Interdisciplinare